# Mineralientage München

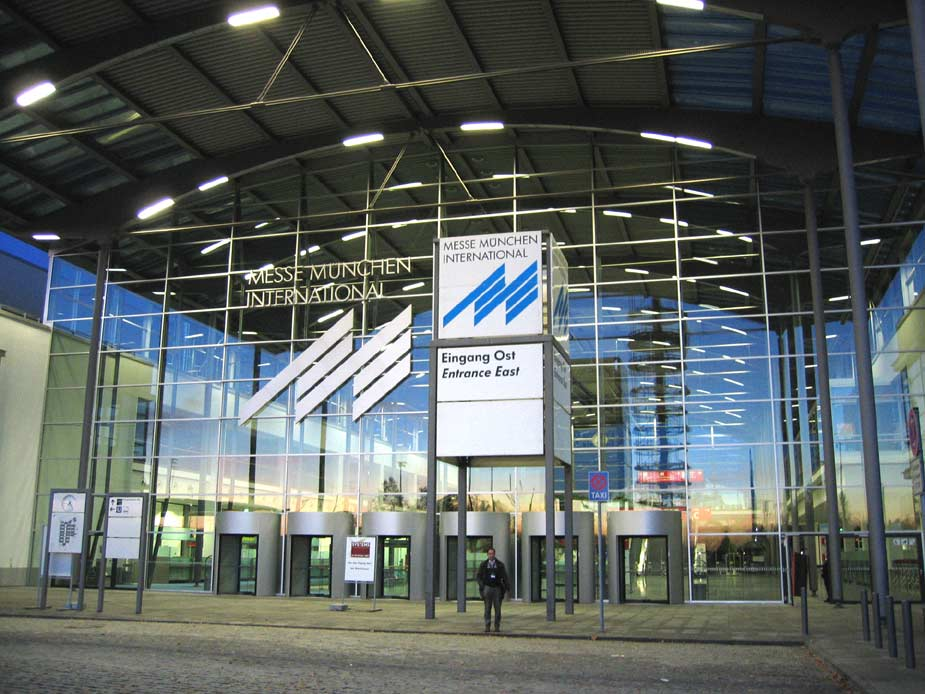
La entrada principal de la Feria.

Mineralientage München - Feria de Minerales de Múnich (Alemania). En la hermosa ciudad bávara de Múnich (München en alemán) pocas semanas después de la mundialmente conocida Oktoberfest, se celebra la mayor feria de minerales de Europa: la Mineralientage München. Se lleva celebrando desde principios de los años sesenta (2008 es la 45 edición).

## Celebración
La feria tiene lugar a finales de octubre primeros de noviembre en el nuevo recinto ferial que se construyó en los terrenos del antiguo aeropuerto de Múnich. Con una superficie de más de 36.000 m², dividida en tres pabellones entre los que se reparten más de 1000 expositores, procedentes de más de 50 países, que muestran la más variada cantidad de minerales, fósiles, gemas y joyas. 

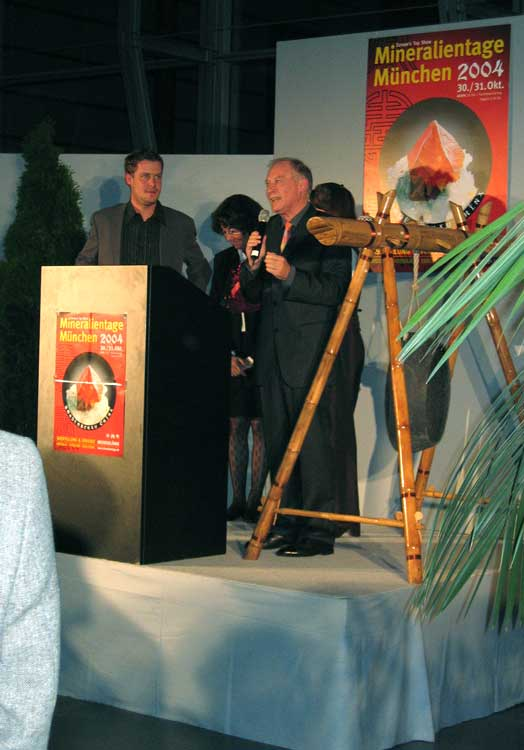
Presentación de Mineralientage a cargo de la familia Keilmann.

Cada año la feria ofrece una muestra monográfica: Ópalo de Australia (2008), Minerales de la Cordillera del Himalaya (2007), los tesoros minerales del Museo de Houston (2006), la belleza de las Ágatas (2005)... junto con otras exposiciones temáticas y conferencias relacionadas. 
Los tres pabellones, de casi 12.000 m² cada uno, acogen temáticamente a los comerciantes de minerales, gemas y joyas. Encontramos en ellos vendedores de todos los rincones del mundo, haciendo hincapié en un pabellón central donde se encuentran los comerciantes con los minerales más espectaculares, lo que solemos llamar: zona VIP.
También encontramos en las zonas centrales exposiciones dedicadas a los coleccionistas que muestran las “bellezas” de su colección privada. Desde 2007 disfrutamos de un área Alpina, donde los buscadores alpinos franceses, suizos, austriacos, italianos y alemanes muestran sus recientes descubrimientos y las maravillas minerales que esconden las grandes montañas. 
Miles de coleccionistas de todo el mundo visitan la feria para encontrar aquella pieza que les falta en su colección. Además la ciudad ofrece interesantes propuestas culturales y gastronómicas.